# Сіндзюку

Хмарочоси Сіндзюку

35°42′02″ пн. ш. 139°42′54″ сх. д. / 35.70056° пн. ш. 139.71500° сх. д.
Сіндзю́ку (яп. 新宿区, Гепберн: Shinjuku-ku, МФА: [ɕind͡ʑuku ku̥]) — особливий район в японській столиці Токіо.

## Географія
- Площа району Сіндзюку на 1 жовтня 2008[1] становила близько 18,23 км².
- Плато Мусашіно
- Гори: Хаконе (44,6 м)
- Річки: Канда, Мьошьоджі

## Історія
- 1699—1867: містечко-станція Найто-Сіндзюку (【内藤新宿】, «Нова станція Найто») провінції Мусаші. Перша і найвелелюдніша станція на Кайському шляху, що сполучав Едо з містом Кофу.
- 1 травня 1889: створено містечко Найто-Сіндзюку (【内藤新宿町】) повіту Тойотама.
- 1 квітня 1920: містечко Найто-Сіндзюку увійшло до складу міста Токіо, району Йоцуя.
- 15 березня 1947: створено особливий район Сіндзюку (【新宿区】) столиці Токіо.

## Пам'ятки
Сіндзюку — головний адміністративний і комерційний центр Токіо.
Тут розташована найжвавіша залізнична станція у світі — Станція Сіндзюку. Через вокзал проходить 3,64 млн пасажирів на день. Тут проходять також лінії метро, термінали громадського транспорту і підземні переходи з численними магазинчиками. Хоча в районі, навколишньому залізничну станцію Сіндзюку, багато готелів, універмагів, фірмових магазинів, кінотеатрів, барів і барів, інша частина Сіндзюку являє собою суміш житлової та комерційної нерухомості.

## Найвідоміші райони Сіндзюку
- Ічіґая — комерційний район у східній частині Сіндзюку, де розташовані будівля Міністерства оборони і кампуси кількох університетів.
- Голден Гай («Золота вулиця») — квартал крихітних барів і клубів на 5-10 місць, розташованих в колишніх борделях; улюблене місце японської богеми: музикантів, артистів, акторів, журналістів. Ці бари, що займають невелику територію, є своєрідними клубами за інтересами. У кожному з них збирається певна група постійних відвідувачів.
- Кабукі-чьо— найбільший і один з найстаріших розважальних кварталів Японії на північний схід від вокзалу, в якому розташовується більшість кінотеатрів, безліч ресторанів і барів, а також величезний «квартал червоних ліхтарів» з кількома десятками публічних будинків, піп-шоу і секс-шопів, а також квартал розваг Ні-Хоме для людей нетрадиційної сексуальної орієнтації.
- Каґурадзака — один з ханамачі (кварталів гейш), багатий кафе і ресторанами.
- Ніші-Сіндзюку — найбільший квартал хмарочосів Японії, серед яких вирізняється Нова Будівля муніципалітету Токіо заввишки 243 м. Споруджену 1991 року будівлю муніципалітету спроєктував архітектор Кендзо Танге, вона є символом Сіндзюку. З оглядового майданчика хмарочоса, розташованого на 45 поверсі на висоті 202 метри, в ясну погоду можна побачити навіть гору Фузжі. Вхід безплатний.
- Окубо — разом з районом Хякунін утворює найбільший «корейський квартал» в районі Канто.
- Сіндзюку-Ґьоен (Імператорський парк Сіндзюку) — один з найвідоміших парків Японії, прекрасний в будь-який час року. А щовесни японці традиційно приїжджають сюди милуватися цвітінням сакури. 2006 року парк відзначив свій 100-річний ювілей.
- Такаданобаба — квартал студентських гуртожитків і нічних клубів, де базується Університет Васеда (престижний приватний університет Японії). Неподалік від університету розташований сад Кансен-ен.
- Йоцуя — квартал старовинних будівель і храмів з численними магазинами, ресторанами і барами.

## Визначні місця і будівлі
- Будівля «Сіндзюку Парк Тауер» з готелем «Парк Хаятт», відомим за кінофільмом «Труднощі перекладу».
- Навколо станції Сіндзюку розташований найбільший торговий центр Японії з десятком величезних універмагів, серед яких 15-поверховий універмаг «Такасімая», універмаги «Кейо», «Одакю», «Тобу», культурно-розважальний комплекс «Саншайн-Сіті» та інші.
- Центральний парк Сіндююку, розташований по сусідству з хмарочосами біля будівлі муніципалітету.
- Будинок Оґасавари, побудований 1927 року в іспанському стилі, в якому зараз знаходиться ресторан.
- Буддистський храм Тайсоджі, загублений серед величезних хмарочосів.
- Музей Токійського пожежного департаменту.
- Історичний музей Сіндзюку.
- Новий Національний театр.
- Театр Сіндзюку Кома.

В Сіндююку розташована ціла низка найвищих хмарочосів Токіо: 48-поверховий «Токіо Метрополітен Говернмент Білдінг» (243 м), 52-поверховий «Сіндзюку Парк Тауер» (235 м), 54-поверховий «Токіо Опера Сіті Тауер» (234 м), 55-поверховий «Сіндзюку Міцуї Білдінг» (225 м), 54-поверховий «Сіндзюку Сентр Білдінг» (223 м), 52-поверховий «Сіндзюку Сумітомо Білдінг» (210 м), 50-поверховий «Моді Ґакуен Кокун Тауер» (204 м), 50-поверховий «Сіндзюку Номура Білдінг» (203 м), 43-поверховий «Сомпо Джапан Білдінг» (193 м), 44-поверховий «Сіндзюку Ай-Ленд Тауер» (189 м), 38-поверховий «Сіндзюку Оук Тауер» (184 м), 47-поверховий «Кейо Плаза Готель Норт Тауер» (180 м).

## Населення
Населення району Сіндзюку на 1 липня 2011 становило близько 324 824 осіб. Густота населення становила 17 818,1 осіб/км².

## Освіта
- Будівля Міцуї
- Університет Васеда

## Туризм
- Будівля Токійського столичного уряду
- Вежа-кокон
- Вежа Токійської міської опери
- Сад Окума

## Галерея

Розташування на карті префектури Токіо

## В культурі
- Сіндзюку — місто демонів